# Unge Freud i Gaza
Unge Freud i Gaza är en svensk dokumentärfilm från 2008 med regi och manus av PeÅ Holmquist och Suzanne Khardalian.
Filmen spelades in i Gaza mellan 2006 och 2008 och skildrar den 28-årige palestiniern Ayed, som arbetare som barn- och ungdomspsykolog i flyktinglägret Jabaliya. Unge Freud i Gaza fotades av Holmquist, Marita Hällfors och Ayed al Hamdany och klipptes av Lisa Ekberg. Den premiärvisades 7 november 2008 och är 90 minuter lång.